# Майзель, Борис Сергеевич
Борис Сергеевич Майзель (04 (17) июня 1907, Санкт-Петербург — 9 июля 1986, Москва) — советский композитор. Заслуженный деятель искусств Бурятской АССР (1959).

## Биография
Сын физика Сергея Осиповича Майзеля.
В 1936 окончил Ленинградскую консерваторию по классу композиции П. Б. Рязанова (ранее учился у М. О. Штейнберга). В 1942—1944 годах был в эвакуации в Свердловске, с 1944 года — в Москве.
Умер в 1986 году. Похоронен на Введенском кладбище (19 уч.).

## Семья
- Первая жена — Татьяна Владимировна Стракач (1904—?), дочь полковника Александрийского гусарского полка Владимира Станиславовича Стракача (1870—1948). Её племянник — кинорежиссёр Илья Авербах. 
  - Сын — Юрий Борисович Стракач (1929—2014), доктор исторических наук, профессор.
- Вторая жена (1935—1961) — Алиса Ивановна Порет, художница.
- Третья жена (1961—1986) — Мария Андреевна Козловская (1914—1997), инженер-архитектор.

## Награды
- медаль «За оборону Ленинграда».

## Основные произведения

### Оперы
- Побратимы (совместно Д. Д. Аюшеевым, 1958 год, Улан-Удэ)
- Тень минувшего (1966);

### Балеты
- Снежная королева (1940)
- Во имя любви (совм. с Ж. Батуевым, Улан-Удэ, 1957)
- Золотая свеча (совм. с Ж. Батуевым, 1959)
- Сомбреро (1959)
- Далёкая планета (Ленинград, 1962)
- Любимые герои (1963)

### Симфонии
- I (1940)
- II (Уральская, 1943)
- III (Победно-триумфальная, 1945)
- IV (посв. 30-летию Октябрьской революции, 1946)
- V (1962), VI (1967), VII (1969), VIII (1973)
- Симфония-рапсодия (на нар. темы сов. республик, 1972),

### Для симфонического оркестра
- поэмы: Ленинград (1942, нов. ред. — Ленинград 41 года, 1969), 21 января (1947), Героическая (1948), Ленинградская новелла (1968), Луноход (1971), По старым русским городам (с солирующей валторной, 1975)
- сюиты: Танцевальные: I (1944), II (1950)
- из балета «Снежная королева» (1944), Письма с мельницы (по мотивам новелл А. Додэ, 1955), из балета «Во имя любви» (1958), из балета «Золотая свеча» (1959), из балета «Любимые герои» (1965), картина Пионерский день (1951)

### Для скрипки, ф-п. и симфонического оркестра
- Двойной концерт (1949)

### Для скрипки и симфонического оркестра
- Концерт (1948)

### Для флейты, валторны, струн. оркестра и ударных инстр.
- Двойной концерт (1971)

### Струн. квартеты
- I (1939), II (1976)

### Для органа
- Органная соната op. 13 (1938)

### Для скрипки, влч. и ф-п.
- Трио (1952)

### Для скрипки и ф-п.
- 3 пьесы (1936), Партита (1966)

### Для влч. и ф-п.
- Соната (1936)

### Для голоса и ф-п.
- цикл Весна (сл. Г. Гейне, 1935), 5 романсов на сл. В. Маяковского, Н. Асеева, С. Кирсанова (1936), 4 романса на сл. А. Пушкина (1937), 4 романса на сл. М. Лермонтова (1937), 4 романса на сл. Ф. Гарсиа Лорки (1966), 3 романса на сл. Е. Евтушенко (1966); для симфоджаза — сюита Вечерние голоса (1951); песни на сл. А. Кузнецовой, М. Львовского, М. Рудермана, С. Маршака, А. Барто, обр. нар. песен. и др.

### Музыка к фильмам
- «Дрезденская галерея» (совм. с С. Шатиряном);